# Штурм, Иоганнес
Иоганнес Штурм (1507—1589) — немецкий гуманист и педагог.

## Биография
Учился в Люттихе; был преподавателем классических языков в Париже. По приглашению Жакоба Штурма стал ректором новой гимназии (1538) в Страсбурге, получившей под его руководством европейскую славу. Его школьная система, построенная по идеям Меланхтона, послужила образцом для многих школ в XVI и XVII в. и имела влияние также на ratio studiorum иезуитских школ.
В 1582 году он, как усердный кальвинист, вмешался в спор с лютеранами по поводу формулы согласия и лишился своей должности в Страсбурге.